# 己龍
己龍（きりゅう）は、日本のヴィジュアル系ロックバンド。「和製ホラー」と「痛絶ノスタルジック」をコンセプトに掲げている。

## 来歴
2007年9月17日に結成。その後、同年12月16日にHOLIDAY SHINJUKUでライブを行い、本格的に活動を開始する。当初は自主レーベル「オフィス己龍」で活動していたが、2009年よりビーフォレストとアーティスト契約し、同社のレーベル事業部「B.P.RECORDS」から音源が発売されている。
2009年に発売した『月ノ姫』から2011年に発売した『叫声』まで、発表したシングルが5作連続でオリコンインディーズチャートの1位を獲得している。
2012年には初の47都道府県単独公演巡業「朱花艶閃」を行い、その後2013年「愛怨忌焔」、2015年「龍跳狐臥」、2017年「傀露蒿儡」と4度の47都道府県単独巡業を行う。12月25日には初となるホールでの単独公演「風煌冥灯」が渋谷公会堂にて開催された。
2015年7月31日には47都道府県単独巡業公演「龍跳狐臥」の千秋楽公演を日本武道館で開催した。また、2016年8月29日には2度目の日本武道館での単独巡業公演「百鬼夜行」の千秋楽公演を行なっている。
2016年10月16日、日本最大のヴィジュアル系音楽フェス「VISUAL JAPAN SUMMIT 2016」に出演。
2019年11月8日、己龍はYouTubeにて「己龍チャンネル」を開設。
2020年、単独巡業「殊塗同帰」の巡業中に新型コロナウイルス感染症による政府からの緊急事態宣言を受け巡業を停止し、千秋楽予定日から数日後にYouTubeによる千秋楽公演無観客生配信が行われた。この出来事を皮切りに過去の巡業衣装を着用したコンセプトライブ（無観客・有観客）やYouTube『己龍チャンネル』の企画をそのまま生配信ライブを行う。更に同年7月5日には24thデジタルシングル『螢』を配信リリース。
2021年2月17日には25thマキシシングル『鵺』をリリースし、それを引っさげた単独巡業「千幾鵺行」を決行する。東京→福岡→愛知→大阪でのZepp巡業後、同年4月10日に己龍は3度目の日本武道館にて有観客配信での千秋楽公演を行った｡また千秋楽同日に7枚目のフルアルバム『曼珠沙華』とそれに伴った単独巡業「曼珠沙華」を発表した。
2023年7月に己龍が2023年12月18日の16周年記念公演である『拾陸周年』をもって、個々のメンバーの充電期間として、無期限活動休止することを発表した。またラストライブでは、活動休止をしていた黒崎眞弥と九条武政が復活し、同月同日にYouTubeで投稿されたデビュー作である『アナザーサイド』のミュージック・ビデオを公開した。

## メンバー
各メンバーのパート表記は公式サイトに準ずる。

### 黒崎 眞弥（くろさき まひろ）
唯のヴォーカル担当。埼玉県出身。小学1年生のころ東京から埼玉に引っ越した。血液型はB型。誕生日は10月19日。
己龍では主に作詞を行なっている。己龍以前のバンドでは「緋那」もしくは「ヒナ」と名乗っていた。影響を受けたアーティストは河村隆一。
遺伝性疾患である網膜色素変性症を患っており、暗所ではほとんど何も見えなくなる。自分の名前を漢字で書けなかったが、『有吉反省会』で取り上げられた後で書けるようになった。

### 酒井 参輝（さかい みつき）
痛絶ノスタルジック代弁第壱人者兼ギター（上手）担当。静岡県浜松市出身。血液型はB型。誕生日は2月24日。
己龍では比較的ポップな曲（九条談）の作詞作曲を手がけている。メディアに出始めた頃から一貫して「2次元しか愛せない」と発言しており、特に初音ミクについては「音楽の幅を飛び越えて、自分に色々な意味で影響を与えている」と述べている。
使用機材
- エレキギター
  - FERNANDES / LA-240KK - 高校生の頃に購入した赤いギター。
  - SCHECTER - 知り合いから購入した7弦ギター。ベース用のピックアップが取り付けられている、サンバーストのもの。
  - Fender USA CUSTOM SHOP / ken Stratocaster Galaxy Red Masterbuilt - デモ、レコーディングで使用される、サンバーストのもの。
  - ESP / FOREST-GT - サブとしてツアーに同行。
  - ESP / HORIZON-III - 己龍始動当時のメインギター。角度によって色が変わるマジョーラカラー。
  - ESP / オリジナルモデル初号機 - サブとして使用されているギター。
  - ESP / オリジナルモデル弐号機 - 現在のメインギター。指板からピックアップまで全てが赤く染まったギター。

- アコースティックギター
  - GUILD - 主にレコーディングで使用される。

### 九条 武政（くじょう たけまさ）
ギター（下手）担当。静岡県湖西市出身。血液型はB型。誕生日は8月3日。
己龍のリーダー。己龍では作曲を手掛けている。
よくガチャピンをデザインした衣服を着ていることから、一部ではガチャ政と呼ばれている。2018年7月、静岡県湖西市の湖西市ふるさと大使に就任。
2021年8月3日 己龍単独巡業『曼珠沙華』千秋楽公演 九条武政生誕祭 にて己龍九条武政としての活動を休止すると発表、作曲等で己龍のメンバーとして活動はするが巡業やMV、アーティスト写真からは一旦身を引く形となる。活動休止前ラストステージは2021年12月16日 己龍14周年記念公演となる。
使用機材
- エレキギター
  - Navigator by ESP / 九条モデル 初号機 「パクリ」 - 昔のメインギターで現在のサブ。木材をボロボロに加工するレリック加工が施されている。
  - Navigator by ESP / 九条モデル 弐号機 「黒龍」 - ポジションマークに緑のLEDが埋め込まれている。黒龍の名の通り、指板に黒い龍が飛んでいる。
  - ESP / SNAPPER - 自宅録音で使用しているメイプルネックのもの。

### 一色 日和（いっしき ひより）
ベース担当。静岡県掛川市出身。血液型はO型。誕生日は11月1日。
横浜市立大学中退。2015年前期までは女形をしていたが、2015年後期からは中性的な見た目に寄りはじめ現在に至る。女形をやめた（正式には常にしなくなった）理由としては、｢長年女形を続けているうちにファンに対して女形という仮面をつけて接するのが嫌と思った。もっと違う自分の一面も知ってほしい ｣と公言している。この詳しい文面は音楽雑誌『ROCK AND READ 064』のインタビューに記載されている。
L'Arc〜en〜Cielのtetsuyaに憧れたことがきっかけでベースを始め、後に影響を受けたアルバムとしてL'Arc〜en〜Cielの『True』を挙げている。また、トークではよく滑ってしまうため、「ヴィジュアル界の浅田真央」を自称している。
マイドラゴンの『夕焼け番長』で、己龍・マイドラゴンを合わせて初めてとなる作詞・作曲を手がけた（但し、クレジット名義は『パンティー卑猥』）。
使用機材
- エレキベース
  - Sadowsky - 己龍結成当時使用していたベース。
  - Moon / JB-5 - 己龍のB.P.RECORD所属からひよっくまベースを使うまでの初代メインベース。現在はサブベースとして待機しており、後述の丸に橘を修理に出している際は基本的にこちらのベースが使われる。また、25thマキシシングル｢鵺｣ のレコーディングにも使用される等、本人にかなり重宝されているのがうかがえる。
  - ESP / ひよっくまベース - ピンク色のオリジナルモデルの5弦ベースでポジションマークに薄いピンク色の熊の絵柄が施されているのが特徴。二代目メインベースだが最近の曲の雰囲気に合わないという理由で近年はあまりMVやLIVE等で使用されない。
  - ESP / 丸に橘 - 現在のメインベースでボディには一色家の家紋、12フレット部には｢梵天｣の印字が施されているオリジナルモデル。2014年後期より使用されている。2020年の夏から秋にかけての修理に出されている際は代理で前述のMoonが使用された。

### 遠海 准司（とかい じゅんじ）
ドラムス担当。静岡県湖西市出身。血液型はA型。誕生日は1月11日。
己龍に参加してから作詞と作曲に挑戦し始め、「朧」（シングル『叫声』収録曲）では単独での作詞を務めた。
影響を受けたバンドはANGRAとSIAM SHADE。2018年7月、静岡県湖西市の湖西市ふるさと大使に就任。
使用機材
- ドラムセット
  - MAPEX / Orion Series（Teal Burstカラー）- 1代目セット。
  - MAPEX / Saturn SE Series - 2代目セット。
  - Kn'K (ケーアンドケー) / ブルー・アクリルの4バス・キット - 現在のメインドラムセット。

- スネアドラム
  - SONOR / ベルブロンズ
  - SONOR / ベルブロンズ
  - MAPEX / チタン
  - MAPEX / ハイブリッド
  - DW / メイプル
  - PEARL / スティール
  - Kn'K (ケーアンドケー) / ブルー・アクリル（14"x5.5"）

- ドラムペダル
  - プレゼンスデザインワークス / アクセランダードラムペダル AXC-700DC
  - DW / MDD シングルペダル
  - DW / 9000シリーズ
  - PEARL / ELIMINATOR II

- ドラムスティック
  - ジャグ JS-131

## 音楽性
楽曲コンセプトとして「和製ホラー」、視的コンセプトとして「痛絶ノスタルジック」を掲げて活動している。
このうち楽曲については、痛い内容を生々しく表現する黒崎のボーカルと、琴や和笛・読経などを組み込んだサウンドによって「和製ホラー」を体現している。また、衣装については、動初期はエナメル系の素材を用いた衣装がほとんどだったが、B.P.RECORDS所属となってからは各メンバーカラーを用いて着物などをアレンジした和装を軸として着用している。ただし、楽曲や視覚的なコンセプトに応じて全員真っ黒（MVコンセプトが葬儀だった『暁歌水月』）や真っ白（白無垢をイメージした『無垢』）になる。基本的には1980年代から1990年代にかけてよく見られた「血糊衣装に過激な歌詞」の伝統を濃く受け継ぐ存在である。

## ディスコグラフィー

### その他
- 獅噛ミ桜（2008年3月25日、己龍主催イベント『ガリョウテンセイ』、新宿RUIDOにて無料配布）
- 見セ掛ケノ飴ト自己満足ノ鞭（2008年9月12日、己龍全国ツアー『臥竜鳳雛』ファイナル、渋谷チェルシーホテルにて無料配布）
- 私。（2009年1月17日、己龍一周年記念単独公演『華獅衝天』、目黒鹿鳴館にて無料配布）
- 魑魅魍魎ノ跳梁跋扈（2009年5月15日、己龍単独公演『鏡霞風月』、高田馬場AREAにて無料配布）
- 鬼遊戯（2009年5月15日、己龍単独公演『鏡霞風月』、高田馬場AREAにて無料配布）
- Shock Edge2009（2009年10月14日、七曲目「紫蝕」で参加）
- 天邪鬼 (2020年9月、クラウドファンディング支援者のプレゼント）

## 備考
- バンド結成当初から存在するマスコットとして日本人形の沙都子がおり[17]、ライブ中は酒井のギターアンプの上に置かれている[18]。
- 「マイドラゴン」という先輩バンドがおり[19]、2011年2月2日にシングル「二次元コンプレックス」を発売している[20]。
- 2016年9月1日より、B.P.RECORDS所属全バンド（己龍、Royz、コドモドラゴン）がamebaブログからLINEブログへ完全移行となり、同日からメンバー個人Twitterを開始した。